# 山口茂吉

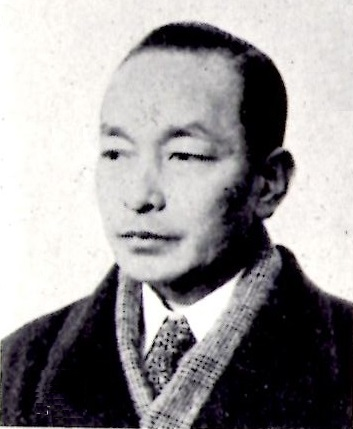
山口茂吉

山口 茂吉（やまぐち もきち、1902年4月11日 - 1958年4月29日）は、昭和期の日本の歌人。

## 生涯
兵庫県多可郡杉原谷村清水（現・多可町）に生まれる。1924年（大正13年）に中央大学商学部を卒業し、明治生命東京本社に入社。当時、会社の幹部として作家の水上瀧太郎がいて、その感化を受けることが多かったという。同年「アララギ」入会、島木赤彦に学び赤彦が没後は斎藤茂吉に師事。斎藤茂吉・土屋文明の助手として「アララギ」の編輯・校正に携わることになる。1944年（昭和19年）には明治生命を辞職し、株式会社住友本社に入社する。1946年（昭和21年）に東京歌話会結成。1948年「アザミ」創刊主宰。1957年（昭和32年）以降は『斎藤茂吉全集』の編集校訂に携わる。
師の斎藤茂吉と同名であることから「小茂吉」と呼ばれることがあった。歌人では岡麓・中村憲吉、画家では平福百穂と親しく、歌道の弟子として加藤淑子がいる。

## 作品集・編著
- 第1歌集『杉原』（1942年、墨水書房）
- 第2歌集『赤土』（1941年、墨水書房）
- 第3歌集『海日』（1946年、青磁社）
- 第4歌集『高清水』（1951年、長谷川書房）
- 第5歌集『鐵線花』（1960年、新星書房）
- 『斎藤茂吉』（1958年、雄鶏社）